# Saint-Arcons-d'Allier
Saint-Arcons-d'Allier é uma comuna francesa na região administrativa de Auvérnia-Ródano-Alpes, no departamento de Alto Loire. Estende-se por uma área de 15,58 km². Em 2010 a comuna tinha 194 habitantes (densidade: 12,5 hab./km²).

## Link
- Saint Arcons d'Allier